# Desa Lemahabang (administrativ by i Indonesien, Jawa Tengah, lat -6,88, long 108,86)
Desa Lemahabang är en administrativ by i Indonesien.   Den ligger i provinsen Jawa Tengah, i den västra delen av landet, 230 km öster om huvudstaden Jakarta.